# 桑格利亚

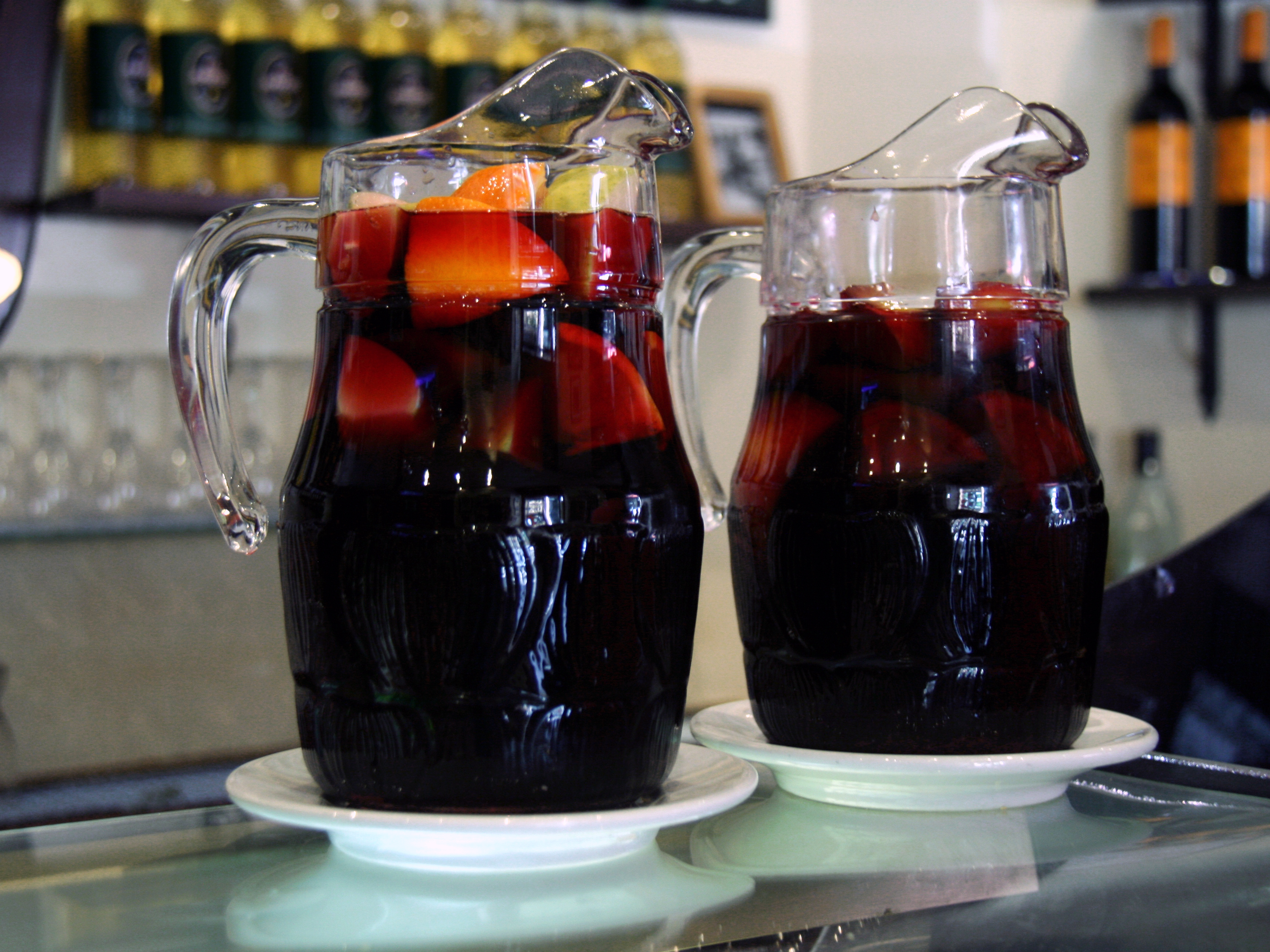
兩壺桑格利亞

桑格利亞（西班牙語：Sangría，[saŋˈɡɾi.a]；葡萄牙語發音：[sɐ̃ˈɡɾi.ɐ]；英語 /sæŋˈɡriːə/），又稱西班牙水果酒，為西班牙傳統的酒飲。桑格利亞酒屬賓治酒，為红葡萄酒及切片水果製成，也常加入橙汁或白兰地。
桑格利亞常見於西班牙、葡萄牙的酒吧、餐廳當中，但相較西班牙當地人而言，桑格利亞實際上較受外國觀光客歡迎。

## 歷史與詞源
Sangria/sangría在西班牙语、葡萄牙語中是“放血”之意，該詞開始用於酒類可追溯至18世紀。
桑格利亞源於中世纪莱昂王国，其前身為莱昂柠檬水。彼時莱昂王国會將葡萄酒、橘子、檸檬、糖、香料等混合後飲用，莱昂柠檬水在卡斯蒂利亚-莱昂地區流行，尤其是在圣周期间。
另一方面，桑格利亞雞尾酒至少自19世紀初以來就廣受歡迎。其前身「桑格利」（Sangaree）亦為調酒，冷熱皆可飲用。它可能起源於加勒比地区（西印度群岛），並從那裡傳入美洲大陸，自美國殖民時代起便相當普遍，但到了20世紀後幾乎消失。 到了1940年代末，拉丁裔美国人與西班牙餐廳重新將冰鎮桑格利亞引進美國，並於1964年世界博覽會期間大受歡迎，進而廣為人知。

## 食譜

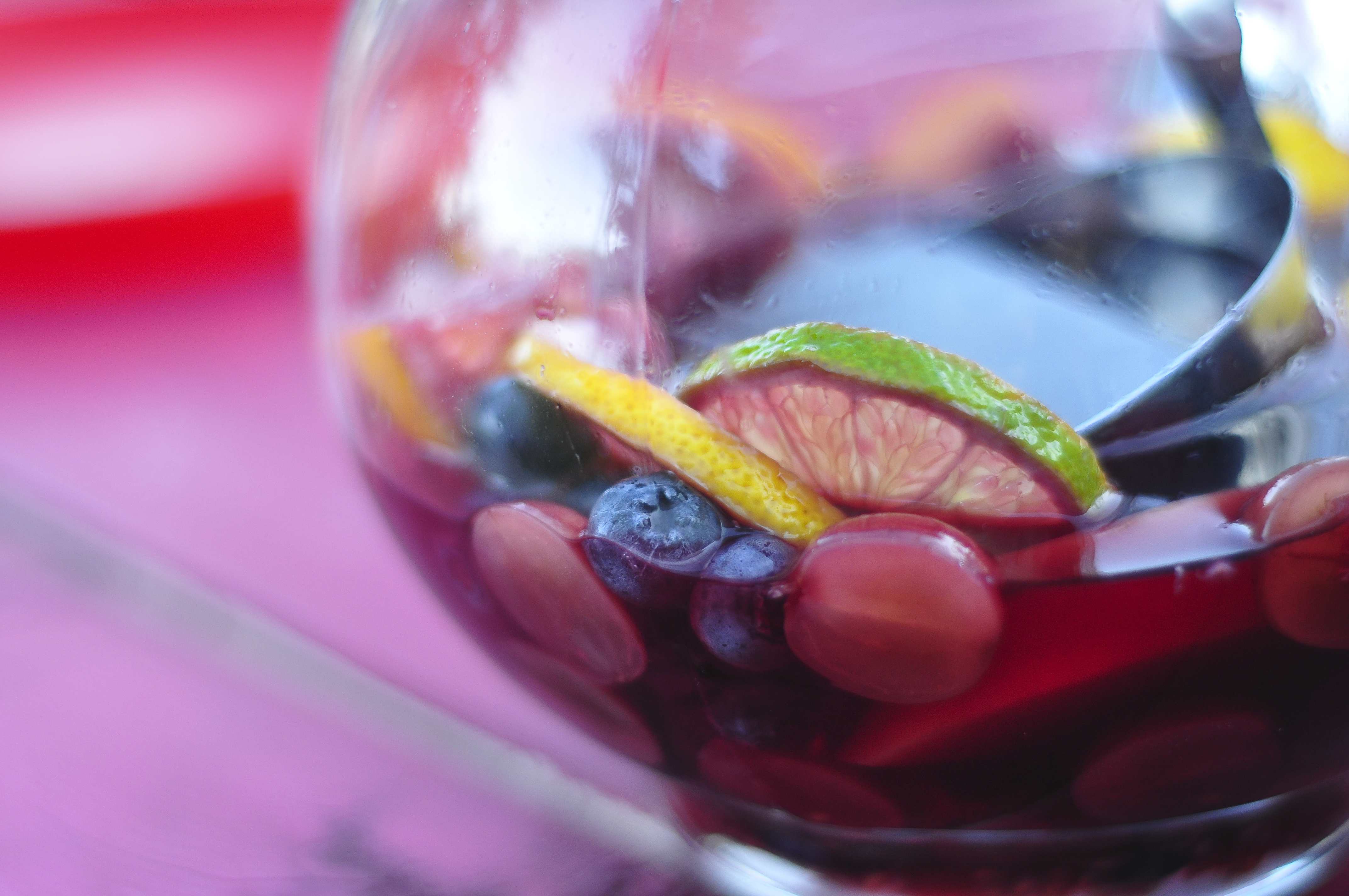
包含蓝莓、柠檬、萊姆、葡萄等水果的桑格利亚

即使在西班牙国内，桑格利亚的配方在不同地區有不同差異。其基底為葡萄酒，通常是紅酒，並添加水果及增加甜味的佐料，也可以再加入其他酒。
傳統上，桑格利亞調酒通常會加入當地水果，如水蜜桃、油桃、莓果、蘋果、梨子，或是鳳梨、萊姆等其它常見的水果，並以糖與柳橙汁調味。所用酒類傳統上為西班牙的紅酒里奧哈。有些桑格莉亞配方除了紅酒與水果外，還會加入白蘭地、氣泡水或風味利口酒等其他成分。
白酒版的桑格利亞（Sangria blanca）則是較新的變化款。針對這種飲品，美國飲食作家潘妮洛普·卡薩斯推薦使用如魯埃達酒、胡米亞酒或瓦爾德佩尼亞斯酒等乾白葡萄酒。以西班牙卡瓦氣泡酒調製的則稱為桑格利亞氣泡酒（Sangria de cava）。
桑格利亞水果碰趣（Ponche de Sangria）是一種專為兒童設計的變化版本，常見於生日派對。它會混合橘子、水蜜桃及其他甜味水果，再加上莓果、葡萄或食用色素來創造桑格莉亞的色澤，而酒精部分通常以軟性飲料替代。

### 歐盟法規保護
根據欧盟法律，桑格利亞在商業或貿易標示上的使用，會受到地理標示規則限制。欧洲议会於2014年1月以壓倒性票數通過新版標示法規，對芳香化飲品（如桑格莉亞、苦艾酒和香料酒 Glühwein）提供保護。根據此規定，僅有在西班牙與葡萄牙製造的產品才能在歐盟境內標示為「Sangria」。而其他地區生產者則必須加註其來源地，例如「德國桑格利亞」、「瑞典桑格利亞」。
根據歐盟2014年頒布的規範，桑格利亞的定義如下：
芳香化葡萄酒基底飲品：
- 以葡萄酒為基底
- 添加天然柑橘類水果萃取物或精油調味，可含有該類水果汁
- 可添加香料
- 可加入二氧化碳（氣泡）
- 不得使用人工著色劑
- 酒精濃度須介於4.5%至12%之間
- 可包含柑橘類水果果肉或果皮固體顆粒，顏色須完全來自原始原料

「Sangría」或「Sangria」僅限於西班牙或葡萄牙製造時可作為正式商品名稱。

若產品是在其他成員國生產，「Sangría」或「Sangria」只能作為補充名稱，且必須搭配「芳香化葡萄酒基底飲品」的說明，並標註「產於……」（produced in...）的字樣，後接該國名稱或更小範圍的地理區域。——Regulation (EU) No 251/2014 of 26 February 2014
此外，2014年的規範亦承認「Clarea」為另一種芳香化葡萄酒基底飲品，其以白葡萄酒製作，其他條件與桑格莉亞相同。只有在西班牙製作時，才能作為商品名稱標示為「Clarea」。若是在其他成員國生產，亦需補充為「芳香化葡萄酒基底飲品」，並附上「產於……」的說明。